# Moni (langue)
Pour l’article homonyme, voir Moni.
Pour les articles homonymes, voir Moni (homonymie).
Le moni est une langue papoue parlée en Indonésie dans les hautes-terres de Papouasie par le peuple moni.

## Classification
Le moni fait partie des langues Wissel Lakes, une des familles de langues de l'ensemble trans-nouvelle-guinée.

## Sources
- (en) Harald Hammarström, Robert Forkel, Martin Haspelmath, Sebastian Bank, Glottolog, Moni.